# Stade Maurice Postaire
Das Stade Maurice Postaire ist ein Fußballstadion mit einer Leichtathletikanlage in der französischen Stadt Cherbourg-en-Cotentin im Département Manche. Es ist die Heimspielstätte des Fußballvereins AS Cherbourg. Die Anlage in der nordwestlichen Region Normandie bietet 7000 Zuschauern Platz, davon 1100 auf der überdachten Haupttribüne, 19 Logen mit je sechs Plätzen sowie zwei Erfrischungsstände. Auf der Gegentribüne gibt es, zur Überdachung des Zuschauerrangs, eine Markise. Direkt an der Anlage führt die Straße D901 vorbei. 

## Geschichte
Eröffnet wurde das Stadion 1934 unter dem Namen Stade des Sports (deutsch Sportstadion). Später erhielt es den Namen des französischen Politikers Maurice Postaire, der bei einem Autounfall ums Leben kam. Neben dem Stadion verfügt das Gelände u. a. über drei Tennisplätze und zwei Sporthallen. Eine der Hallen wird von der Basketballmannschaft des AS Cherbourg genutzt.